# Алоэ крохотное
Алоэ крохотное (лат. Aloe parvula) — суккулентное растение, вид рода Алоэ (Aloe) семейства Асфоделовые (Asphodelaceae).

## Ботаническое описание
Бесстебельное растение, может образовывать небольшие плотные розеточные группы. Листья у этого вида яркие, голубовато-зелёные, около 10 сантиметров длиной и 1,5 сантиметра шириной, покрыты белыми шипами, достигающими в длину до 0,1 см, находящимися на нижней и верхней стороне листа. По краям вырастают белые зубцы более мягкие, чем остальные. Соцветие обыкновенное, около 38 сантиметров длиной, цилиндрическое, 12-цветковое. Цветки выпуклые, светло-кораллового цвета, 2,5 см в длину.

## Распространение и экология
Естественные места обитания — скалистые луга и кустарниковые велды. Распространены от северной части Южной Африки до Ботсваны и Зимбабве.

## Охрана
Вид включён в приложение I конвенции СИТЕС.